# Otto III. von Bentheim
Otto von Bentheim (* 1327; † 1379) war Dompropst im Domkapitel Münster und regierte von 1344 bis 1364 die Grafschaft Bentheim.

## Leben

### Herkunft und Familie
Otto von Bentheim wurde als Sohn des Grafen Johann I. von Bentheim († 1333) und der Mechthild von der Lippe († 1366) geboren. Der Ursprung der Familie lag in dem Geschlecht der Gerulfinger, den ersten Grafen in (West-)Friesland und Holland. Sein Urgroßvater war Graf Otto II. von Bentheim.
Er hatte sechs Geschwister, darunter Simon (Simon I., Graf von Bentheim) und die beiden Dompröpste Bernhard und Christian.

### Werdegang und Wirken
Otto besiegelte das Kapitelstatut vom 21. September 1313 und leistete am 17. November 1356 den Eid als Dompropst.
Nach dem frühen Tode seines Bruders Simon im Jahre 1344 übernahm Otto die Regierungsgeschäfte in der Grafschaft Bentheim und blieb bis zur Übergabe an seinen Bruder Bernhard in diesem Amt.
Am 20. Februar 1358 wurde Otto von Papst Innozenz VI. seines Amtes enthoben und zum Amtsverzicht aufgefordert, weil er gleichzeitig im Besitz der Dompropsteien in Münster und Paderborn war.
Der Papst beauftragte gleichzeitig mit dieser Entscheidung den Bischof Baldewin von Paderborn, Ottos Bruder Christian, Domherr in Köln, die Dompropstei in Münster zu übertragen.
Entgegen der päpstlichen Anordnung blieb Otto jedoch noch im Amt. Auch das Kanonikat in Münster behielt Otto noch einige Jahre.